# SV Eintracht Leipzig
SV Eintracht Leipzig was een Duitse voetbalclub uit de stad Leipzig, in de deelstaat Saksen.

## Geschiedenis
De club werd in 1904 opgericht als FC Eintracht Leipzig en speelde in de competitie van Noordwest-Saksen, een onderdeel van de Midden-Duitse voetbalbond.
Tijdens de Eerste Wereldoorlog doorbrak de club de hegemonie van de grote clubs VfB, SpVgg 1899 en Wacker. In 1915 eindigde de club samen met de Sportfreunde op de eerste plaats en verloor de finale om de titel met 4-0. De club werd kampioen in 1916 en plaatste zich voor de Midden-Duitse eindronde. Na een zuinige 1-0 zege tegen SC 1903 Weimar, maakte de club Mittweidaer BC met de grond gelijk (7-0). Ook in de halve finale won de club met duidelijk 1-6 cijfers van Dresdner SC. De finale werd met 4-0 gewonnen van Borussia Halle. Normaal gesproken zou de club dan ook doorstoten naar de nationale eindronde, maar die werd niet gehouden vanwege de oorlog. Het volgende seizoen werd de club in de eerste ronde verslagen door SV 1902 Cöthen.
Hierna speelde de club geen noemenswaardige rol meer in het Midden-Duitse voetbal. In 1920 werd de naam in SV Eintracht Leipzig veranderd. Na de Tweede Wereldoorlog werden alle Duitse voetbalclubs ontbonden. Eintracht werd niet meer heropgericht. Na de Duitse hereniging in 1990 werd wel SV Eintracht Leipzig-Süd opgericht.

## Erelijst
Kampioen Noordwest-Saksen
1916, 1917
Kampioen Midden-Duitsland
1916